# 黄酮类化合物

黃烷（flavan）的分子结构。其为黄酮类化合物的基礎骨架。

黄酮（flavone）的分子结构。其属于一种黄酮类化合物，图示其位标。

異黄酮（isoflavone）的分子结构。其属于一种異黄酮类化合物，图示其位标。

黄酮类化合物的分类图解。

黄酮类化合物（英語：flavonoids）又称类黄酮，是一类存在于自然界，具有2-苯基色原酮（2-苯基-1-苯并吡喃-4-酮）骨架的化合物。
黄酮类化合物的基本母核为2-苯基色原酮，黄酮类化合物的含盖范围现在泛指：两个具有酚羟基的苯环通过中央三碳原子相互连接的一系列化合物。它们來自於水果、蔬菜、茶、葡萄酒、種子或是植物根。雖然他們不被認為是維生素，但是在生物體內的反應裡，被認為具有營養功能，曾被称为“维生素P”：例如具有抗氧化或抗發炎反應功效。也被認為可以抵抗或是減緩腫瘤的形成。
可可亞，特別是一些黑巧克力，內含黄酮类表儿茶素成分，其抗氧化能力是紅葡萄酒或是綠茶的2-3倍。表儿茶素也促進血液循環，也被認為有助於對於心臟血管健康。

## 黃酮類化合物在植物中的功能
黃酮類化合物廣泛分佈於植物中，履行許多功能。黃酮類化合物是花卉著色最重要的植物色素，產生花瓣黃色或紅色/藍色色素旨在吸引傳粉動物。在高等植物中，黃酮類化合物是參與紫外線過濾，共生固氮和花的色素沉著。它們也可充當化學信使，生理調節劑，和細胞週期的抑製劑。其寄主植物的根分泌的黃酮類化合物幫助感染階段的根瘤菌像豌豆，蠶豆，苜蓿，大豆和豆類與根瘤菌的共生關係。根瘤菌生活在土壤中能夠感知黃酮和觸發結瘤因子的分泌，這又由寄主植物識別，並可能導致根毛變形和幾個細胞應答如離子通量和根瘤的形成。此外一些黃酮類化合物具有針對微生物的抑制活性，導致植物疾病，例如尖孢鐮刀菌。

## 黃酮類化合物的次群組
超過5000個自然的黄酮类化合物已從各種植物中被鑑定。根據其化學結構，進行了分類，通常分為以下亞組：
- 黄酮醇类：槲皮素、堪非醇、杨梅酮、异鼠李亭
- 黄酮类：毛地黄黄酮、芹菜素
- 双黄酮类：銀杏素（Ginkgetin）又稱銀杏黃酮、银杏黄素
- 黄烷酮类：橙皮素、柚皮素、圣草酚
- 黃烷-3-醇類：(+)-兒茶素, (+)-沒食子兒茶素, (-)-表兒茶素, (-)-*沒食子兒茶素, (-)-表兒茶素3-沒食子酸酯, (-)-沒食子兒茶素3-沒食子酸酯, 茶黃素 (Theaflavin), 茶黃素-3-沒食子酸酯, T茶黃素-3'-沒食子酸酯, 茶黃素3,3'沒食子酸酯, 茶紅素 (Thearubigins)
- 花青素：矢車菊素, 飛燕草, 二甲花翠素, 花葵素, 芍药素, 矮牵牛素
- 查耳酮：異甘草素，黃腐酚
- 噢哢：金鱼草素
- 異黃酮：異黃酮使用3-苯基吡喃-4-酮骨架。例如：染料木黃酮，大豆異黃酮，黃豆黃素

| 亞群                   | 基本結構       | 示例                                         |
| ---------------------- | -------------- | -------------------------------------------- |
| 黄烷醇, Flavanole      | Flavonole      | 兒茶素, 表兒茶素                             |
| 黄酮醇, Flavanonole    | Flavanonole    | 花旗松素 槲皮素, 山柰酚, 楊梅素, 漆黃素      |
| 查耳酮,                | Chalkone       | 異甘草素 Isoliquiritigenin, 黃腐酚 (R2 = OH) |
| 花青素, Anthocyanidine | Anthocyanidine | 矢車菊素 , 翠雀花素, 二甲花翠素 (R3 = OH)    |
| 噢哢,                  | Aurone         | 金鱼草素                                     |
| 黃酮,                  |                | 木犀草素, 芹菜素                             |
| 黄烷酮, Flavanone      | Flavanone      | 橙皮素, 柚皮素, 聖草酚                       |
| 異黃酮,                | Isoflavone     | 金雀異黃素, 大豆異黃酮, Licoricidin          |

## 食物來源
黃酮類化合物(特別是類黃酮類如兒茶素類)為人類飲食中多酚化合物最常見的組合，並且普遍存在發現在植物中。黃酮原生物類黃酮，例如槲皮素也普遍存在，但數量較小。黃酮類化合物的分佈廣泛，相比其他活性植物化合物(例如生物鹼)其種類和其相對低的毒性，這意味著許多動物，包括人類在他們的飲食攝取數量顯著。具有高黃酮含量的食物包括芹菜，洋蔥，藍莓等漿果，紅茶，綠茶和烏龍茶，香蕉，所有柑橘類水果，銀杏，紅葡萄酒，沙棘，和黑巧克力(含70％的可可或更大)。可以從美國農業部黃酮類化合物的數據庫中，獲得黃酮類化合物食物來源的更多信息。

### 歐芹

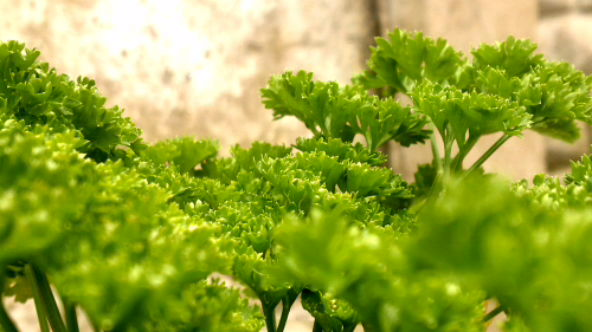
歐芹是黃酮的來源

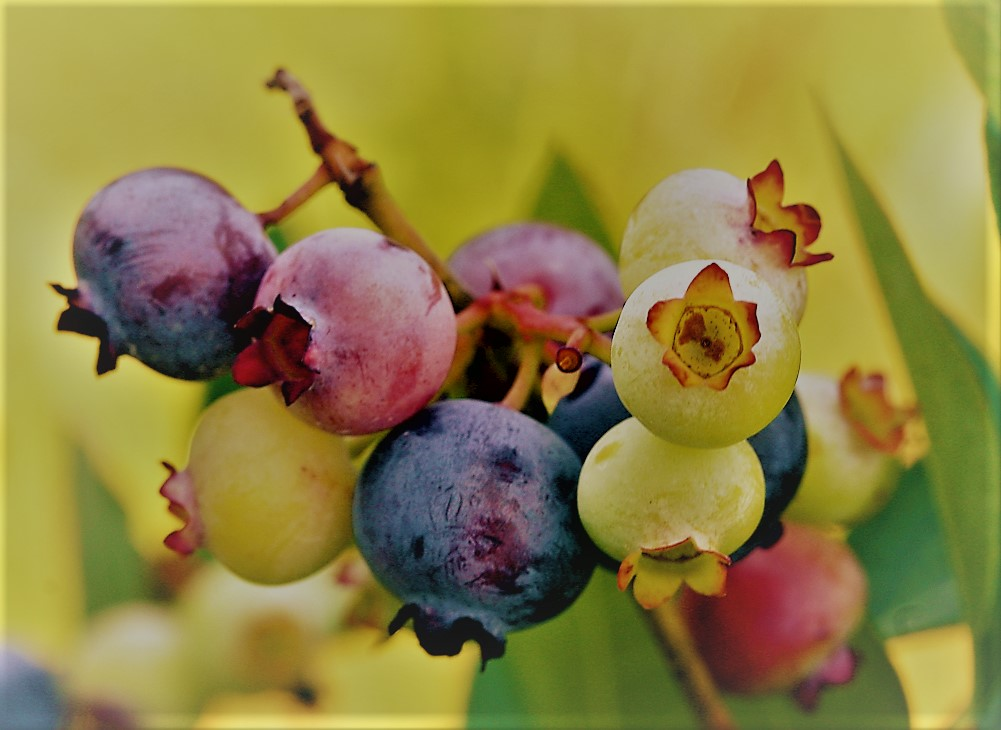
藍莓是花青素的來源

歐芹新鮮與乾燥，均含有黃酮類化合物。

### 藍莓
藍莓是花青素的食物來源。

### 紅茶
紅茶是一種豐富的膳食黃烷-3-醇的來源。

### 柑橘

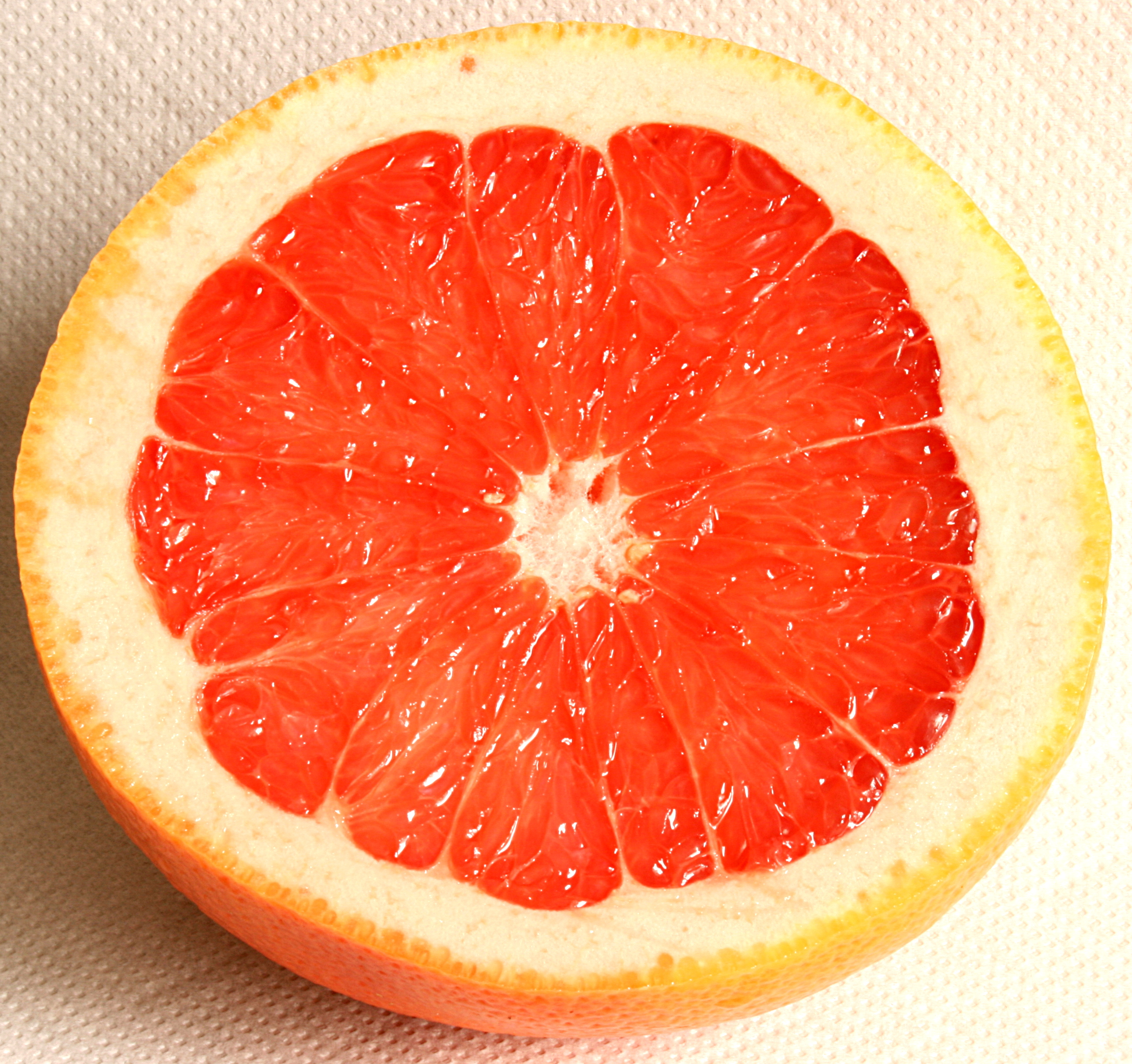
多種黃酮類化合物在柑橘類水果，包括葡萄柚中發現。

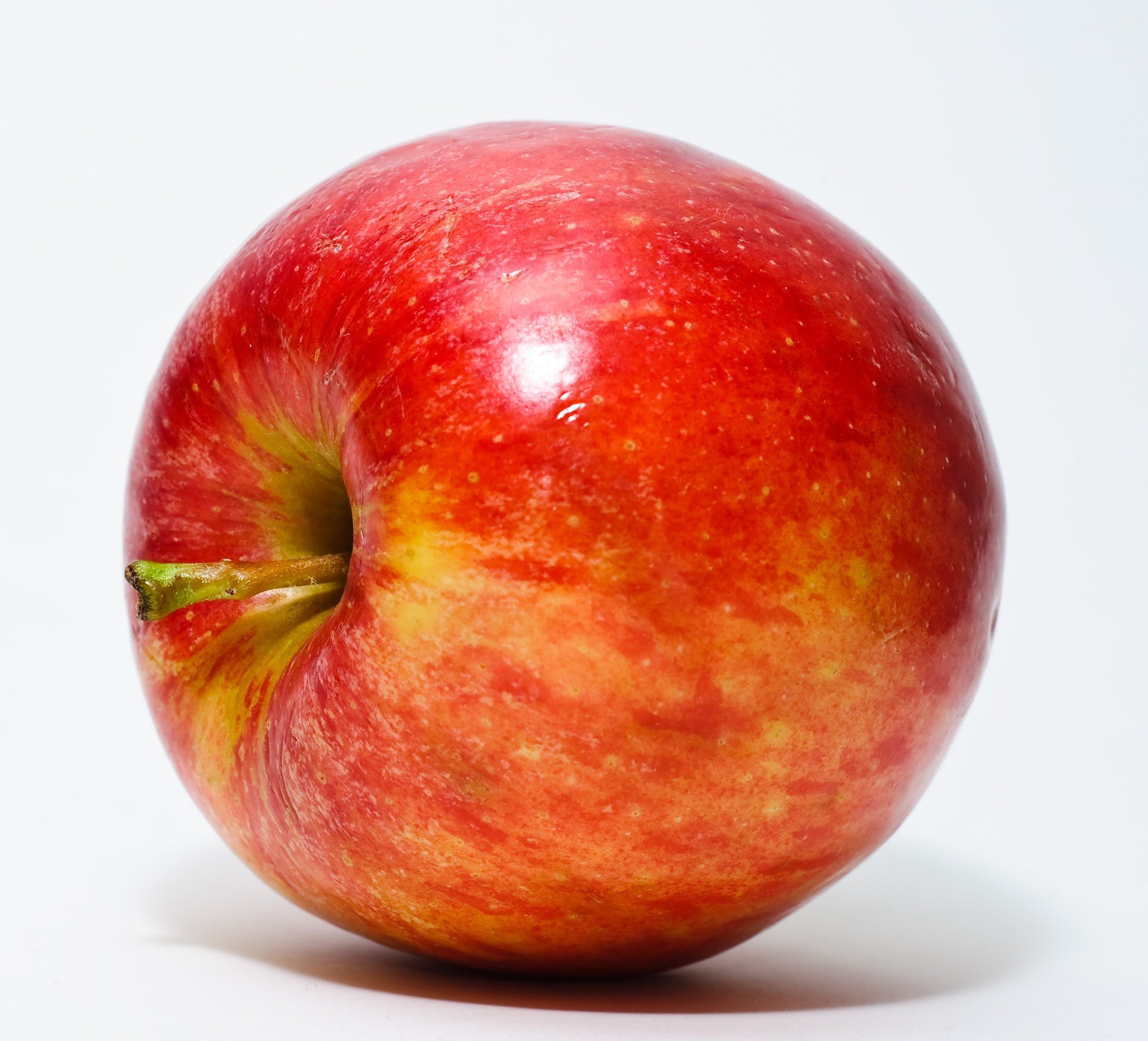
蘋果與其他許多水果的黃酮類化合物都集中在果皮中。

柑橘類黃酮包括橙皮苷（黃烷酮橙皮素的糖苷），聖草次苷（黃烷酮聖草酚的糖苷），槲皮苷，蘆丁（黃酮醇槲皮素二糖苷）和黃酮甌柑。

### 紅酒
紅酒中黃酮類化合物包括花色素苷和丹寧酸，這些有助於葡萄酒的顏色和口感。

### 可可
黃酮類化合物自然存在在可可中，而因為他們可以是苦的，他們往往是從巧克力，甚至是黑巧克力中去除。雖然類黃酮是存在於牛奶巧克力，牛奶可以與它們的吸收干擾;然而，這個結論受到了質疑。

### 花生
花生(紅)皮中含有顯著的多酚，包括黃酮類化合物。

### 沙棘
沙棘果實的黃酮含量為： 309 - 854 mg(均值為533 mg)，
俄羅斯阿爾泰地區所採收的沙棘果黃酮含量高於蒙古與中國邊境區域。
| 食物來源     | 黃酮     | 黃酮醇  | 黃烷酮  |
| ------------ | -------- | ------- | ------- |
| 紅洋蔥       | 0        | 4 - 100 | 0       |
| 新鮮的歐芹   | 24 - 634 | 8 - 10  | 0       |
| 新鮮的麝香草 | 56       | 0       | 0       |
| 新鮮檸檬汁   | 0        | 0 - 2   | 2 - 175 |

## 膳食攝入量
美國農業部數據庫提供，在美國調查平均黃酮攝入量成人為190毫克/天，黃烷-3-醇類為主要成份。在歐洲聯盟的基礎上，平均攝入類黃酮為140毫克/天。在歐盟和美國消費類黃酮的主要類型是黃烷-3-醇，主要是從茶葉，而其他類黃酮的攝入量是相當低的。

## 研究
雖然目前正在研究黃酮類化合物潛在對健康益處中，但既沒有美國食品和藥物管理局(FDA)，還是歐洲食品安全局(EFSA)已證明了黃酮類化合物的任何健康聲明，或批准的任何黃酮類化合物的藥品。此外通過美國食品和藥物管理局一些公司已經被警告其誤導了健康聲明。

### 體外
在體外研究中，黃酮已顯示出具有廣泛的生物活性和藥理活性。實例包括抗過敏，抗發炎，抗氧化，抗微生物（細菌、真菌和病毒），抗癌和抗腹瀉活性。在體外研究黃酮類化合物也已顯示出能抑制拓撲異構酶，並誘導DNA突變在混合譜系白血病(MLL)基因。然而在大多數的上述情況下沒有在體內跟進或執行臨床研究，故無從判斷對人體健康有利或不利。

### 抗氧化作用
鮑林研究所和歐洲食品安全局表明，類黃酮在人體吸收（低於5％）較差，大部分被吸收迅速被代謝並排出體外。這些結果表明，黃酮類化合物可忽略不計其全身抗氧化活性，並且富含黃酮類化合物的食物食用後，可見在血液的抗氧化能力的增加的，不是直接由類黃酮引起，是由於從黃酮解聚和排泄產生尿酸所得的。

### 發炎
發炎可能牽連眾多局部和全身性疾病，如癌症、心血管疾病、糖尿病和乳糜瀉。
初步研究表明，類黃酮可通過其抑制活性氧或氮化合物的能力影響抗炎機制。黃酮類化合物也可抑制酶的促炎活性參與自由基的產生，如環氧合酶，脂肪氧化酶或誘導型一氧化氮合酶，和修改的細胞內信號傳導通路中的免疫細胞，或在風後的腦細胞中。
原花青素，類黃酮類化合物，初步的研究已經顯示出具有抗發炎機制，包括花生四烯酸途徑的調節，抑制基因的轉錄，表達和炎性酶的活性，以及抗炎介質的分泌。

### 癌症
對大多數類型的癌症，臨床研究調查黃酮類消費與癌症預防/發展之間的關係是矛盾的，可能是因為多數研究使用一個小樣本。兩個明顯的例外是胃癌與吸煙有關的癌症。膳食類黃酮攝入與婦女降低胃癌的風險相關聯，並且在吸煙者中減少呼吸消化道癌症的風險。

### 心血管疾病
可能受黃酮類飲食影響，研究最深入的一般性人類疾病，在病人或正常人心血管疾病中的研究發現以下機制：
- 抑制凝血，形成血栓或血小板凝集
- 減少動脈硬化的危險
- 降低動脈血壓和高血壓的危險
- 降低在血管細胞中的氧化應激和相關的信號傳導
- 改善血管炎性機制
- 改善血管內皮和毛細血管功能
- 改善血脂水平
- 調節碳水化合物和糖代謝
- 改善衰老的機制

上列出於美國國立衛生研究院試驗註冊(2016年7月)，是對48人已完成或正在進行中的研究，植物黃酮類膳食對心血管疾病的影響。
然而基於人口群體的研究未能顯示出強大有益的效果，這可能是因為在這些受調查人群中的飲食習慣，黃酮類膳食相當低的攝取量。

### 抗菌
類黃酮已顯示出具有(1)直接抗菌活性，(2)與抗生素協同活性，和(3)抑制許多體外和有限數量的體內細菌毒力因子的能力。在體內研究中值得注意的是，口服槲皮素保護豚鼠對第1組致癌幽門螺桿菌的發現。來自歐洲前瞻性研究癌症和營養研究人員推測，為什麼膳食攝取類黃酮與歐洲女性降低胃癌的風險，這可能是原因之一。附加在體內和臨床研究需要確定；如果類黃酮可作為藥品用於細菌感染的治療，或是飲食攝取類黃酮提供抗感染任何保護。

### 性激素樣作用
不少世界各地天然中草藥在當地傳統醫學中被作為性腺功能調節藥物，經現代研究發現其富含物質及主要作用機制為類黃酮化合物及其皂素，如大豆的大豆異黃酮、穗花牡荊的芹菜素（apigenin）。

## 合成，檢測，定量和半合成變化

### 彩色光譜
植物的黃酮類化合物合成在高和低能量輻射通過發光顏色光譜誘發。低能量輻射是由植物光敏素接受，而高能量輻射是由胡蘿蔔素，黃素，隱光敏素接受。光敏色素介導的類黃酮合成的光形態流程，已在莧屬，大麥，玉米，高粱屬和蘿蔔中觀察到。紅光促進黃酮類化合物的合成。

### 通過微生物供應
最近的一些研究文章證明，由基因工程改造的微生物可高效生產黃酮類化合物分子。

### 試驗檢測

#### 筱田試驗
四個鎂填料加入到乙醇提取物隨後加入濃鹽酸幾滴。粉紅色或紅色表示存在黃酮類化合物。從橙色到紅色不同的顏色表示黃酮，紅色，深紅色表明類黃酮，深紅色到紫紅色表示二氫黃酮。

#### 氫氧化鈉測試
大約5毫克的化合物溶解於水中，加熱並過濾。10％氫氧化鈉水溶液加入至2ml的該溶液，產生黃色的著色。黃色到無色在加入稀鹽酸的顏色變化是黃酮類化合物存在的表示。

#### 對–二甲基氨基肉桂醛試驗
根據A-環與色原對–二甲基氨基肉桂醛試驗（DMACA）的反應的比色測定法，已被開發用於啤酒黃酮類化合物，可以與香草醛流程進行比較。

#### 三氯化鋁反應
屬於紙斑反應。把化合物溶於乙醇裏，加入1%的三氯化鋁乙醇溶液，放在紫外燈下呈黃色或藍色的熒光。

### 定量
類黃酮氯化鋁（三氯化鋁）法測總黃酮含量。樣品和試劑適當的混合後，將混合物溫育在室溫下10分鐘，將溶液的吸光度條在440nm讀取。黃酮含量以mg/ g的槲皮素表示。

### 半合成的改變
固定的南極脂酶可用於催化黃酮的區域選擇性酰化。

## 性质
黄酮类化合物多为黄色结晶体，在紫外光下一般具有荧光。黄酮类化合物一般难溶于水，而易溶于甲醇、乙醇、乙酸乙酯、乙醚等有机溶剂

### 酸性
因其分子中多具有酚羟基，故显酸性，可溶于碱性水溶液、吡啶中。化合物的酸性跟它本身的結構有以下由大到小的關係：在7，4'位都有羥基者最酸，其次是7位或4'位有羥基的化合物，接著是普通的羥基，最後（酸性最小）的是在5位上有羥基的黃酮類化合物。